# Hysterektomie

Schematische Darstellung der Ausdehnung unterschiedlicher Formen der Hysterektomie

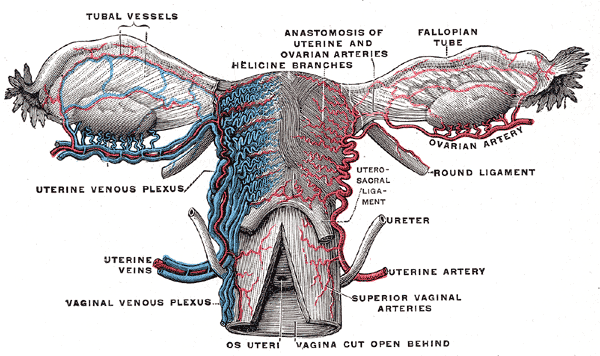
Gefäßversorgung der Gebärmutter und der Adnexe

Als Hysterektomie (von altgriechisch ὑστέρα hystéra ‚Gebärmutter, Mutterleib‘, etymologisch verwandt mit lateinisch uterus und „Hysterie“, sowie ἐκτομή ektomē ‚Abschneiden, Ausschneiden‘) bezeichnet man die operative Entfernung der Gebärmutter. Synonym ist die Bezeichnung Uterusexstirpation (von lateinisch uterus ‚Gebärmutter‘ und exstirpare ‚ausreißen‘, ‚beseitigen‘). Werden zusätzlich die Eileiter und die Eierstöcke entfernt, wird der Eingriff als Hysterektomie (mit ein- oder beidseitiger) Adnektomie (oder Adnexektomie) bezeichnet. In der Veterinärmedizin werden reine Hysterektomien praktisch nie durchgeführt, weil sie häufig zu schweren Komplikationen führen. Hier kommt meist eine Ovariohysterektomie zum Einsatz.
Der Begriff der Totalexstirpation grenzt dabei die vollständige Entfernung der Gebärmutter (totale Uterusexstirpation, früher auch Uterusamputation) gegen die subtotale oder auch suprazervikale Uterusexstirpation ab, bei welcher der Gebärmutterhals (Zervix) erhalten bleibt. Oft wird die vollständige Entfernung der Gebärmutter auch als Totaloperation bezeichnet. Der Begriff ist jedoch hinsichtlich des Ausmaßes der Hysterektomie nicht klar definiert, daher missverständlich, und sollte vermieden werden.
In der Gynäkologie ist die Hysterektomie ein häufiger Eingriff, der etwa beim Uteruskarzinom, aber überwiegend bei gutartigen Uteruserkrankungen durchgeführt wird.

## Indikationen

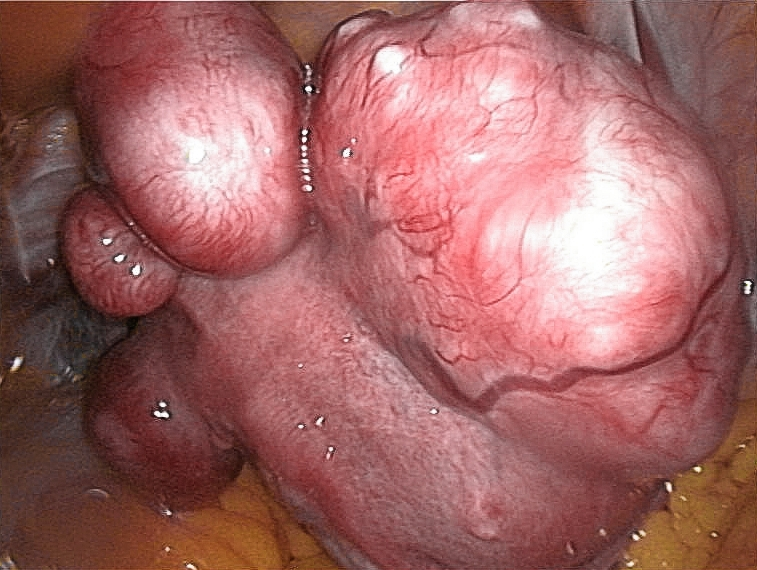
Deutlich vergrößerte Gebärmutter mit mehreren Myomen

Eine Entfernung der Gebärmutter wird aus vielen verschiedenen Gründen durchgeführt. Dabei stellen gutartige Erkrankungen, wie gutartige Tumoren, und funktionelle Erkrankungen, wie schwerwiegende Menstruationsunregelmäßigkeiten, 90 Prozent der Indikationen für eine Hysterektomie dar. Insgesamt sind in 38,7 Prozent aller Hysterektomien ein Uterus myomatosus, in 17,1 Prozent eine Endometriose und in 14,5 Prozent ein Uterusprolaps der Grund für eine solche Operation.
9,4 Prozent der Hysterektomien erfolgten bis 2008 wegen einer bösartigen Erkrankung, wie einem Karzinom des Gebärmutterhalses, des Gebärmutterkörpers oder der Eierstöcke. Veränderungen der Gebärmutterschleimhaut waren bei drei Prozent der Patientinnen Grund für die Operation.
Außerdem kann eine Hysterektomie bei schweren Verletzungen oder Entzündungen der Gebärmutter und im Falle unstillbarer Blutungen nach einer Geburt erforderlich sein.
In Deutschland war bis 2011 für eine Personenstandsänderung im Rahmen einer Geschlechtsangleichung bei „Frau-zu-Mann Transsexuellen“ eine Hysterektomie Voraussetzung, um die durch das Transsexuellengesetz geforderte dauerhafte Unfruchtbarkeit herzustellen.

## Methoden
Man unterscheidet zwischen einer einfachen Entfernung der Gebärmutter und erweiterten Operationen wie der schon erwähnten Hysterektomie mit Adnexektomie, der Hysterektomie mit (Beckenboden)-Plastiken und radikalen Operationen bei Krebserkrankungen. Die Wahl der Operationsmethode ist dabei von der Indikation zur Gebärmutterentfernung, nötigen Zusatzeingriffen, der Größe, Form und Beweglichkeit der Gebärmutter, der apparativen Ausstattung der Einrichtung und der Erfahrung des Operateurs abhängig. Die Verwendung von Operationsrobotern hat bei der Hysterektomie bei einer Erhöhung der Kosten keine besseren Operationsergebnisse gebracht.
Der Begriff der Totaloperation zur Abgrenzung der vollständigen Entfernung der Gebärmutter (totale Uterusexstirpation) von der subtotalen oder auch suprazervikalen Uterusexstirpation, bei welcher der Gebärmutterhals erhalten bleibt, sollte aufgrund der damit implizierten unterschiedlichen Vorstellungen vom Ausmaß der Operation vermieden werden, da er keine klare Bedeutung hat und von Ärzten und Laien teilweise unterschiedlich, oft missverständlich gebraucht wird.

### Hysterektomie bei gutartigen Erkrankungen
Es stehen heute verschiedene Operationstechniken zur vollständigen oder teilweisen Entfernung einer Gebärmutter zur Verfügung:
- Exstirpation durch die Scheide (vaginale Hysterektomie)
- laparoskopische Hysterektomie (TLH – totale laparoskopische Hysterektomie)[13]
- kombiniert laparoskopisch und durch die Scheide (LAVH – laparoskopisch assistierte vaginale Hysterektomie, vaginal assistierte laparoskopische Hysterektomie)[13][14]
- laparoskopische Entfernung des Gebärmutterkörpers (LASH – laparoskopische suprazervikale Hysterektomie)[13][15][16][17]
- mittels Bauchschnitt (Laparotomie) mit Erhalt des Gebärmutterhalses (subtotale – auch suprazervikale – abdominale Hysterektomie)
- mittels Bauchschnitt ohne Erhalt des Gebärmutterhalses (totale abdominale Hysterektomie)

Bei einer vaginalen Entfernung wird der Gebärmutterhals mit entfernt. Bei laparoskopischen und abdominalen Methoden kann dieser erhalten bleiben. Die gleichzeitige Mitentfernung der Eierstöcke und Eileiter (Adnexe) ist bei laparoskopischem und abdominalem Zugang immer möglich, sollte jedoch nur bei entsprechender Indikation erfolgen. Bei der rein vaginalen Hysterektomie ist eine Entfernung der Adnexe prinzipiell ebenfalls möglich, jedoch zuweilen schwieriger bzw. in Einzelfällen auch nicht durchführbar. Ist die Entfernung notwendig, wird daher meist ein anderer Zugangsweg gewählt. Zur Behandlung einer Senkung der Gebärmutter wird, je nach Ursache, entweder der Weg durch die Scheide oder durch den Bauch gewählt, weil die zusätzlich notwendigen Eingriffe entweder ebenfalls durch die Scheide oder durch den Bauch erfolgen müssen.

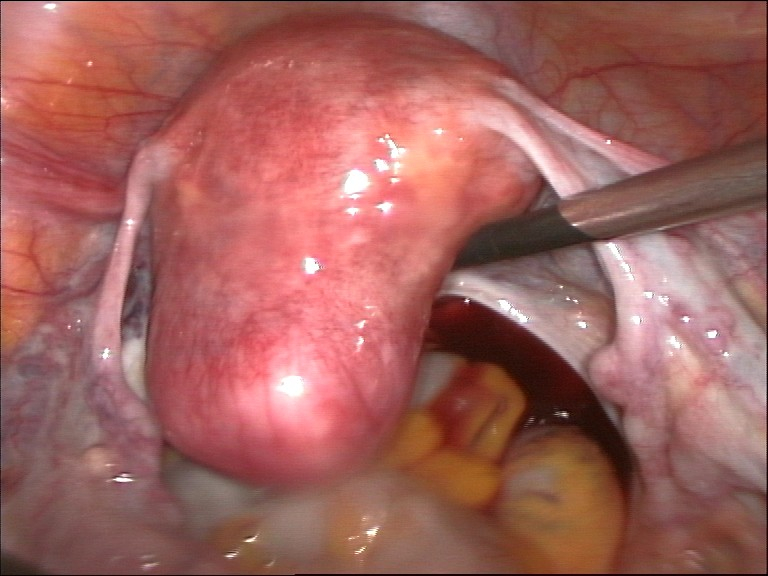
Gebärmutter vor der Entfernung per Bauchspiegelung
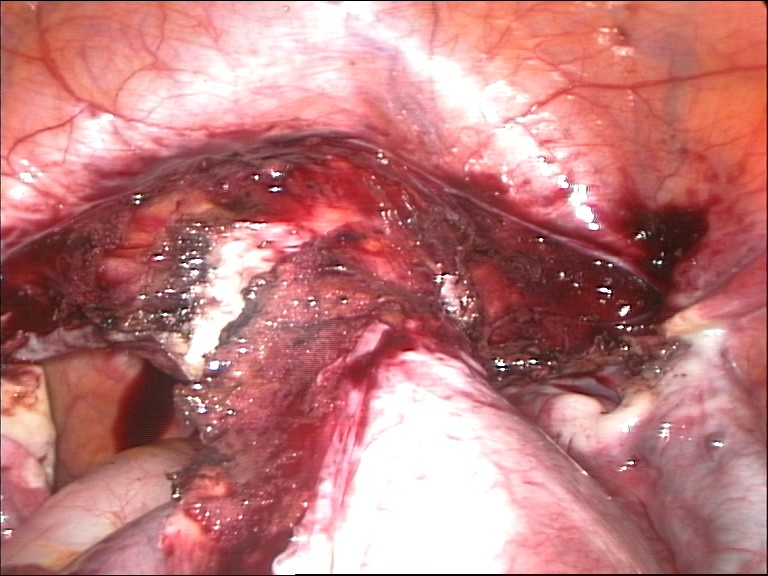
Bis zum Gebärmutterhals von den Adnexen, dem runden Mutterband und dem Ligamentum latum uteri abgetrennte Gebärmutter
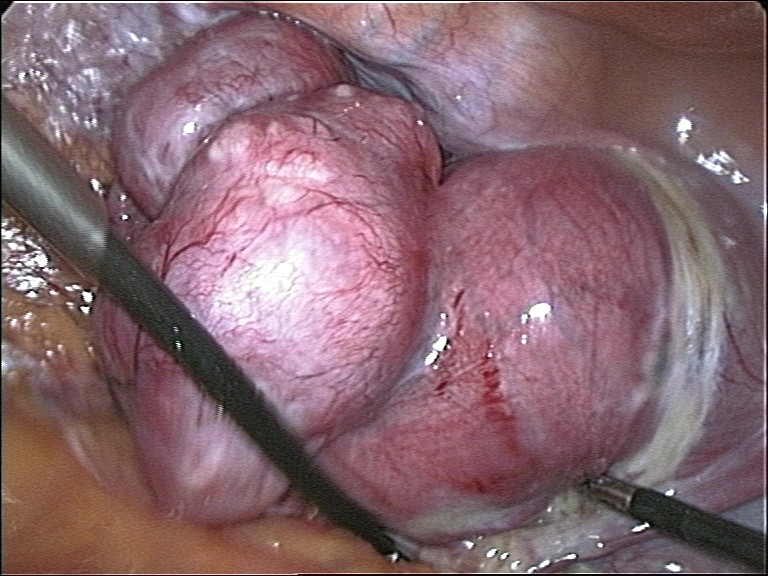
Herausziehen (Extraktion) der Gebärmutter über die Scheide bei der totalen laparoskopischen Hysterektomie (TLH)
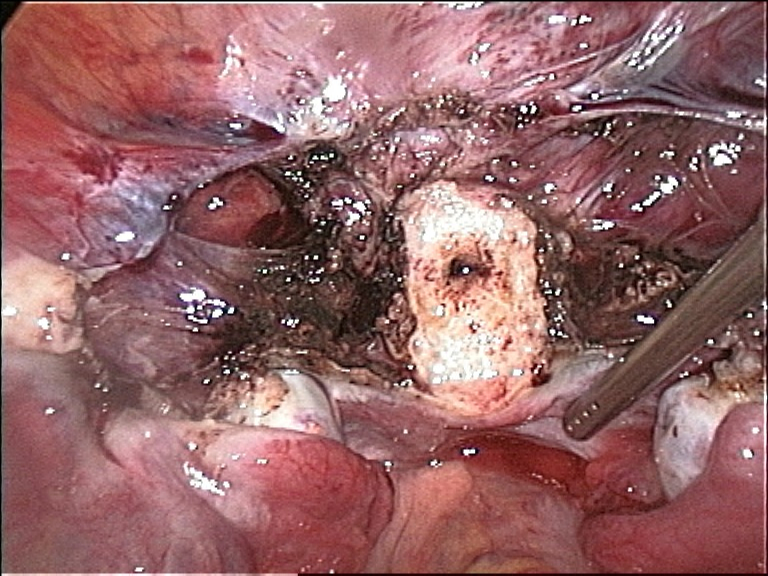
Zervixstumpf (weiß) nach Entfernung des Gebärmutterkörpers bei der laparoskopischen suprazervikalen Hysterektomie (LASH)
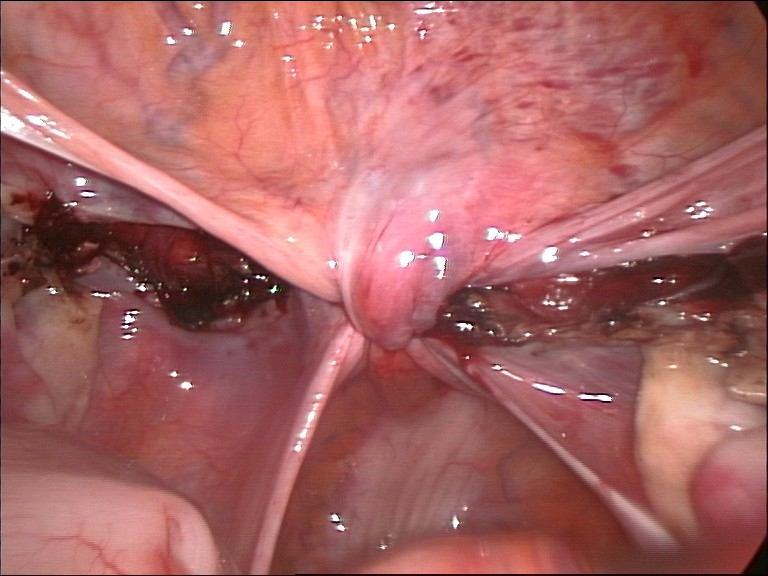
Über dem Scheidenende verschlossenes Bauchfell am Ende der Operation

Die Zahl der Hysterektomien in Deutschland ist seit vielen Jahren in etwa konstant. 2006 wurden 149.456 Hysterektomien vorgenommen. Davon betrafen 126.743 (84,8 Prozent) gutartige Veränderungen. Vor allem Frauen zwischen dem 40. und dem 49. Lebensjahr waren mit rund 50 Prozent aller Hysterektomien betroffen, Frauen zwischen 50 und 59 machten rund 20 Prozent aus. Damit entfielen fast 70 Prozent auf Frauen in oder um die Wechseljahre. 2007 sank die Zahl der Hysterektomien auf 138.164.
In Deutschland treten, neben der vaginalen, abdominalen und der suprazervikalen Hysterektomie, immer mehr laparoskopische bzw. laparoskopisch assistierte Vorgehensweisen in den Vordergrund.
In skandinavischen Ländern werden zwischen 21 und 36 Prozent der abdominalen Hysterektomien als suprazervikale Hysterektomien durchgeführt. In Dänemark wurde der Anteil an abdominalen totalen Hysterektomien innerhalb von zehn Jahren um 38 Prozent gesenkt. Waren es 1988 noch 173 solcher Eingriffe, wurden 1998 nur noch 107 pro 100.000 Frauen im Jahr gezählt. Der Anteil der abdominalen suprazervikalen Hysterektomien wuchs jedoch im gleichen Zeitraum von 7,5 auf 41 pro 100.000 Frauen im Jahr an. Insgesamt unterzogen sich in diesen zehn Jahren 67.096 Frauen in Dänemark einer Hysterektomie. Die theoretischen Vorteile des Erhalts des Gebärmutterhalses, wie ein selteneres Auftreten von Senkungen, Harnentleerungsstörungen und Problemen im Bereich der Sexualität, lassen sich bislang in Studien nicht beweisen. Es bestehen jedoch Vorteile hinsichtlich der Operationszeit, des Blutverlustes und der Komplikationsraten gegenüber der kompletten Hysterektomie. Das Risiko für eine Gebärmutterhalskrebserkrankung am verbliebenen Zervixstumpf ist niedrig und entspricht mit 0,1 und 0,2 Prozent dem Risiko von 0,17 Prozent, ein Karzinom des Scheidenstumpfes nach vollständiger Hysterektomie zu bekommen. Für Länder, in denen keine Früherkennungsprogramme, wie Pap-Test und Kolposkopie, existieren und somit Screeninguntersuchungen vor und nach einer subtotalen Gebärmutterentfernung nicht gewährleistet sind, ist die suprazervikale Hysterektomie trotzdem nicht als Standardoperation oder als breit anzuwendende Alternative zur totalen Hysterektomie zu empfehlen. Hinsichtlich der Patientenzufriedenheit, der Veränderung der Sexualität und des Selbstverständnisses, sich als Frau zu fühlen, lassen sich keine Unterschiede zwischen den Operationsmethoden nachweisen.
In den USA werden jährlich etwa 600.000 Hysterektomien durchgeführt, dabei die meisten per Bauchschnitt (66 Prozent), 22 Prozent vaginal und nur 12 Prozent laparoskopisch. Der American Congress of Obstetricians and Gynecologists (ACOG), die größte Gynäkologengesellschaft in den USA, hält dabei den Anteil der abdominalen Eingriffe für deutlich zu hoch und empfiehlt, häufiger den vaginalen Zugang zu wählen. Auch die American Academy of Gynecologic Laparoscopists (AAGL) empfiehlt minimal-invasive Verfahren, wie die vaginale oder laparoskopische Hysterektomie, für gutartige Erkrankungen der Gebärmutter.
Die Cochrane Collaboration empfiehlt ebenfalls, im Vergleich aller Hysterektomiemethoden, dem vaginalen Zugang den Vorrang zu geben. Ist dies nicht möglich, stehen die laparoskopischen Varianten im Vordergrund.
Nur wenn auch hier Gründe entgegenstehen, sollte die abdominale Hysterektomie erwogen werden.
| Hysterektomieverfahren                            | Vorteile | Nachteile |
| ------------------------------------------------- | --- | --- |
| abdominale Hysterektomie                          | - keine Begrenzung durch die Größe der Gebärmutter - Kombination mit Senkungs- und Inkontinenzoperationen möglich | - längste Krankenhausbehandlungsdauer - höchste Rate an Komplikationen - längste Erholungsphase                                                         |
| vaginale Hysterektomie                            | - kürzeste Operationszeit - kurze Erholungsphase - Kombination mit Senkungsoperationen möglich                    | - Beschränkung durch die Größe der Gebärmutter und Voroperationen - höchster Blutverlust - eingeschränkte Beurteilbarkeit von Eileitern und Eierstöcken |
| laparoskopische suprazervikale Hysterektomie      | - geringste Komplikationsrate - geringer Blutverlust - kurze Krankenhausbehandlungsdauer                          | - 10–17 % der Patientinnen haben weiterhin minimale Menstruationsblutungen                                                                              |
| laparoskopisch-assistierte vaginale Hysterektomie | - auch bei größerer Gebärmutter und nach Voroperationen möglich - Kombination mit Senkungsoperationen möglich     | - lange Operationszeit - hoher instrumenteller Aufwand durch Wechsel des Zugangsweges                                                                   |
| totale laparoskopische Hysterektomie              | - geringer Blutverlust - kurze Krankenhausbehandlungsdauer                                                        | - keine bekannt |

### Hysterektomie bei bösartigen Erkrankungen
Die sogenannte radikale Hysterektomie nach Wertheim-Meigs (totale Entfernung des Uterus unter Mitnahme des Halteapparates, des oberen Drittels der Vagina und der Beckenlymphknoten) ist die Standardtherapie bei einigen Stadien des Gebärmutterhalskrebs. Alternativ stehen heute die totale mesometriale Resektion (TMMR), laparoskopisch assistierte vaginale radikale Hysterektomie (LAVRH), sowie die laparoskopische radikale Hysterektomie (LRH) zur Verfügung. Die alleinige radikale vaginale Totalexstirpation (oder vaginale Radikaloperation, wie sie 1908 durch Friedrich Schauta beim Collumkarzinom durchgeführt wurde) der Gebärmutter (Schauta-Stoeckel-Operation) ohne Entfernung der Beckenlymphknoten ist heute nicht mehr angezeigt.
Bei noch bestehendem Kinderwunsch kann in frühen Stadien des Gebärmutterhalskrebses in manchen Fällen auf eine radikale Hysterektomie verzichtet und an eine radikale Trachelektomie gedacht werden. Dabei werden dann alleinig große Teile des Gebärmutterhalses entfernt, Gebärmutterhals und Gebärmutterkörper als solche bleiben jedoch erhalten. Eine ergänzend notwendige Lymphknotenentfernung kann dabei über eine Bauchspiegelung erfolgen. In diesem Fall bleibt die Fruchtbarkeit grundsätzlich erhalten.
Während man bei Plattenepithelkarzinomen des Gebärmutterhalses junger Frauen auf die Entfernung der Adnexe verzichten kann, müssen diese beim Gebärmutterschleimhautkrebs (Endometriumkarzinom) des Gebärmutterkörpers in jedem Fall mit entfernt werden. Bei einem Ovarialkarzinom ist die Hysterektomie mit beiden Adnexen ebenfalls Bestandteil der Behandlung.
Die Klassifikation nach Piver oder auch Rutledge-Piver, benannt nach den amerikanischen Gynäkologen M. Steven Piver und Felix Rutledge, unterscheidet fünf Grade der Radikalität einer Hysterektomie beim Gebärmutterhalskrebs:
| Piver-Stadium | Bezeichnung                         | Ausdehnung des Eingriffs |
| ------------- | ----------------------------------- | --- |
| I             | extrafasziale Hysterektomie         | - keine nennenswerte Mobilisierung der Harnleiter |
| II            | modifiziertradikale Hysterektomie   | - Absetzen der Arteria uterina an der Überkreuzung des Harnleiters - Absetzen der Ligamenta sacrouterina und cardinalia auf halben Weg zum Kreuzbein bzw. zur Beckenwand - Resektion des oberen Scheidendrittels - Präparation der Ureteren ohne Herauslösen aus dem Ligamentum pubovesicale Letztlich handelt es sich um eine extrafasziale Hysterektomie mit Resektion der Parametrien medial der Ureteren.                        |
| III           | „klassische“ radikale Hysterektomie | - Absetzen der A. uterina am Ursprung (Arteria iliaca interna oder Arteria vesicalis superior) - Absetzen der Ligamenta sacrouterina und cardinalia nahe an ihren Ursprüngen (Kreuzbein, Beckenwand) - Resektion des oberen Scheidendrittels (bis zu Hälfte) - Freilegen und Darstellen (Präparation) der Harnleiter bis zur Einmündung in die Harnblase unter Schonung eines kleinen seitlichen Anteils des Ligamentum pubovesicale |
| IV            | erweiterte radikale Hysterektomie   | wie Piver III, jedoch mit - kompletter Herauslösung der Harnleiter aus dem Lig. pubovesicale - Resektion der A. vesicalis superior - Resektion von bis zu drei Vierteln der Scheide |
| V             | –                                   | wie Piver IV, jedoch zusätzlich - Resektion von Teilen der Harnblase und des unteren Harnleiteranteils mit Wiedereinnähen (Neuimplantation) des Harnleiters |

### Mitentfernung von Eileitern und Eierstöcken
In der Veterinärmedizin sind reine Hysterektomien unüblich, da sie zu schweren Komplikationen führen können.
Lange Zeit wurde auch Frauen angeraten, bei einer Hysterektomie wegen gutartiger Erkrankungen gleichzeitig die Eierstöcke mit zu entfernen, um Eierstock- und Brustkrebs vorzubeugen. Frauen mit entfernten Eierstöcken erkranken zu einem Viertel seltener an Brustkrebs und haben ein um 96 Prozent niedrigeres Risiko für Eierstockkrebs. Allerdings treten nach Entfernung beider Eierstöcke mehr Lungenkrebs und koronare Herzerkrankungen auf, als wenn diese erhalten werden. Vermehrte Schenkelhalsfrakturen, Fälle von Parkinson-Krankheit und Demenz sind ebenfalls bekannt und werden auf die verringerte Estrogenproduktion zurückgeführt. Daher sollte bei Frauen unter 65 Jahren und ohne familiäres Risiko für Eierstock- oder Brustkrebs ein Erhalt der Eierstöcke im Zusammenhang mit einer Gebärmutterentfernung in Erwägung gezogen werden, solange nicht der Nutzen dieses zusätzlichen Eingriffs belegt werden kann.
Die Entfernung der Eileiter im Rahmen einer Hysterektomie senkt das Risiko für einen neuen Eingriff aufgrund von Komplikationen im Bereich der Eileiter, insbesondere von Infektionen. Deren Häufigkeit wird mit bis zu 35 % angegeben. Zudem bedeutet die Mitentfernung der Eileiter eine Verringerung des Risikos bösartiger Tumoren an Eileitern, Eierstöcken und Peritoneum, da die Eileiter als Ausgangspunkt einiger dieser Erkrankungen gelten. Allerdings ist die Risikoreduktion nur gering und der Eingriff unter Umständen mit einer Verschlechterung der Eierstockdurchblutung und damit einer etwas früheren Menopause verbunden, so dass die Maßnahme kontrovers diskutiert wird.
Bei bösartigen Erkrankungen kann man bei Plattenepithelkarzinomen des Gebärmutterhalses junger Frauen auf die Entfernung der Adnexe verzichten. Beim Gebärmutterschleimhautkrebs (Endometriumkarzinom) des Gebärmutterkörpers, Adenokarzinomen der Zervix und Eierstockkrebs müssen Eierstöcke und Eileiter jedoch in jedem Fall entfernt werden.

## Anästhesiologische Aspekte
Während bei der vaginalen Hysterektomie auch regionale Anästhesieverfahren wie die Spinalanästhesie genutzt werden können, wird bei den Verfahren mit abdominellem Zugang in der Regel eine Allgemeinanästhesie (Narkose) eingesetzt. Diese wird als Intubationsnarkose durchgeführt, da insbesondere bei laparoskopischen Eingriffen eine Larynxmaske keinen ausreichenden Schutz vor der Aspiration von Magensaft gewährleistet. Ausgeprägte kardiovaskuläre Vorerkrankungen können die Durchführbarkeit einer Laparoskopie aufgrund der Nebenwirkungen auf Herz-Kreislauf- und Lungenfunktion einschränken, so dass alternativ ein offener Zugang gewählt werden muss. Frauen sind allerdings im höheren Lebensalter weniger von solchen Erkrankungen betroffen als Männer. Bei Patientinnen mit ausgeprägter vorhergehender vaginaler Blutung kann eine akute Anämie mit niedrigem Hämoglobin-Wert vorliegen, die gegebenenfalls die Therapie mit Blutprodukten erforderlich macht.
Gynäkologische Operationen, speziell die Hysterektomie, werden mit im Vergleich zu anderen Eingriffen deutlich erhöhten Raten an postoperativer Übelkeit und Erbrechen (PONV, bei bis zu 80 % der Patientinnen) in Verbindung gebracht. Ob der Eingriff dafür eine spezifische Ursache ist, wird kontrovers diskutiert, nach aktueller Datenlage aber eher abgelehnt. Wahrscheinlich ist die hohe Inzidenz hauptsächlich durch das Risikoprofil der Patientinnen bedingt, da der Faktor weibliches Geschlecht per se mit einer zwei- bis dreifachen statistischen Rate an PONV einhergeht. Zur Prophylaxe und Behandlung der postoperativen Übelkeit existieren eine Vielzahl von Therapiemöglichkeiten, etwa die Durchführung einer total intravenösen Anästhesie sowie die Verabreichung verschiedener Antiemetika (Dexamethason, Setrone u. a.).
Die Wertheim-Meigs-Operation ist ein großer Eingriff des Abdomens, der oft in Kombinationsanästhesie (Allgemeinanästhesie in Kombination mit einer thorakalen Periduralanästhesie) durchgeführt wird. Die potenziell großen Flüssigkeitsverschiebungen und -verluste sowie eine oft vorbestehende Anämie machen eine differenzierte Überwachung (ggf. invasive Blutdruckmessung, zentralvenöse Katheterisierung) und Volumentherapie sowie gegebenenfalls Transfusion von Blutkonserven notwendig. Bei Patientinnen ohne kardiale Vorerkrankungen kann durch eine kontrollierte Hypotension der Blutverlust verringert werden. Postoperativ ist oft die Betreuung auf einer Wach- oder Intensivstation notwendig. Den Patientinnen kann eine (peridurale oder intravenöse) patientenkontrollierte Schmerztherapie angeboten werden.

## Rehabilitation
Nach einer Hysterektomie bei gutartigen Erkrankungen sind meist keine expliziten Rehabilitationsmaßnahmen notwendig. Innerhalb von ca. 3 Wochen nach der Operation erfolgt die Wundheilung und Regeneration, welche durch eine Physiotherapie unterstützt werden kann. In dieser Zeit sollen sich die Patientinnen ausruhen und schonen. Eine volle Belastbarkeit des Körpers ist durchschnittlich nach 4 Wochen wiederhergestellt. Im Anschluss einer Gebärmutterentfernung bei bösartigen Erkrankungen sowie weiteren onkologischen Therapiemaßnahmen ist oft ein Aufenthalt in einer Rehaklinik sinnvoll. Dort werden körperliche Nachwirkungen der Erkrankung behandelt sowie die Patientinnen durch eine psychologische Betreuung unterstützt.

## Folgen
Eine Hysterektomie beendet die Gebärfähigkeit einer Frau unwiderruflich. Die Menstruationsblutung kann bei der vollständigen Entfernung der Gebärmutter nicht mehr auftreten, da das Zielorgan, die Gebärmutterschleimhaut, für die zyklischen, hormonell bedingten Veränderungen nicht mehr besteht. Bei der subtotalen Operation unter Belassen des Gebärmutterhalses sind dagegen leichte zyklische Blutungen nicht selten.
Nach einer Hysterektomie ohne Adnexe ist mit einem etwas früheren Eintritt in die Wechseljahre zu rechnen, was durch verschlechterte Blutversorgung der Eierstöcke bedingt zu sein scheint.
Aktuelle Studien konnten jedoch zeigen, dass die Patientenzufriedenheit nach Hysterektomie sehr hoch ist. Der Wegfall der Menstruationsblutung und die Unnötigkeit einer Empfängnisverhütung wird von vielen Frauen als Verbesserung des Lebens empfunden. Es gibt keine sicheren Hinweise auf ausgeprägte Störungen des psychischen Wohlbefindens oder des Sexualempfindens. Individuell wurde über verschieden ausgeprägte sexuelle Veränderungen, wie Verlust des uterinen Orgasmusempfindens, teilweise spürbare Verkürzung und Trockenheit der Scheide sowie Libidoverlust berichtet. Ebenso leiden manche Frauen erheblich unter dem Verlust der Gebärmutter. Ein zentraler Aspekt ist hierbei das Gefühl, keine „komplette“ Frau mehr zu sein.
Insgesamt gibt es jedoch nur wenige Hinweise auf eine Verschlechterung, sondern zahlreiche Berichte über eine Verbesserung der Sexualfunktion durch eine Hysterektomie. 85 Prozent der Patientinnen aus der Maryland Women’s Health Study berichteten 6, 12, 18 und 24 Monate nach Hysterektomie über eine gestiegene Geschlechtsverkehrsfrequenz, weniger Beschwerden beim Verkehr (Dyspareunie), einen häufigeren Orgasmus, eine gesteigerte Libido und weniger vaginale Trockenheit.

## Komplikationen
Typische seltene Komplikationen und damit Risiken der Hysterektomie sind Wundheilungsstörungen, Verletzung von Darm, Harnleiter oder der Harnblase, sowie (Nach-)Blutungen. Die deutsche Bundesgeschäftsstelle Qualitätssicherung fand 2008 von 77.549 Patientinnen (ohne Karzinom, ohne Endometriose und ohne Voroperation im gleichen Operationsgebiet) eine Organverletzung bei 724 Patientinnen (0,9 Prozent). Harnwegsinfekte sind relativ häufig zu beobachten. Mittelfristig können Frauen nach einer Hysterektomie über Wochen und Monate unter Schmerzen, Schwäche, Müdigkeit und Abgeschlagenheit leiden.
Narbenbrüche, Verwachsungen, Senkungserscheinungen des Vaginalstumpfes und Schmerzen beim Geschlechtsverkehr (Dyspareunie) kommen vor. Wissenschaftler des Karolinska-Instituts in Schweden haben in einer Studie mit über 165.000 Frauen mit und 480.000 Frauen ohne Hysterektomie herausgefunden, dass die Entfernung der Gebärmutter das Risiko für eine Harninkontinenz (Blasenschwäche) erhöht. So mussten doppelt so viele Frauen nach einer Hysterektomie wegen einer Harninkontinenz behandelt werden wie Frauen mit Gebärmutter. Besonders gefährdet sind Frauen, deren Gebärmutter noch vor der Menopause („Letzte regelrechte Regelblutung“) entfernt wurde, oder die mehrere Kinder zur Welt gebracht haben. Dabei war die vaginale Hysterektomie mit der höchsten Rate an nachfolgenden Senkungsoperationen assoziiert. Die Ursachen dafür sind jedoch unklar. Der Erhalt des Gebärmutterhalses bietet gegenüber der vollständigen Gebärmutterentfernung keinen Schutz vor einer später entstehenden Harninkontinenz, deren Zusammenhang mit der Hysterektomie in einigen Untersuchungen sogar grundsätzlich angezweifelt wird.
Das Zerkleinern (Morcellement) von Myomen und Uteri kann in sehr seltenen Fällen unabhängig vom Operationsweg (Bauchschnitt, Operation über die Scheide oder per Bauchspiegelung) auch zur Streuung von gutartigen, jedoch auch von zunächst nicht bekanntem bösartigen Gewebe im Bauchraum führen.

## Alternativen

### Gutartige Erkrankungen
Immer wieder wurde kritisiert, dass zu viele Hysterektomien durchgeführt werden, zumal die Hysterektomie mit Risiken verbunden ist und gerade für viele gutartige Veränderungen alternative Behandlungsmethoden existieren.
Menstruationsstörungen können hormonell behandelt werden. Außerdem besteht in vielen Fällen die Möglichkeit einer Endometriumablation, also einer isolierten thermischen oder hysteroskopischen Zerstörung der Gebärmutterschleimhaut.
Eine Endometriose kann, mit Ausnahme der Adenomyosis, bei der die Endometrioseherde in der Gebärmuttermuskulatur liegen, separat operiert werden. Auch eine hormonelle Behandlung ist erfolgversprechend.
Myome in der Gebärmutterhöhle, sogenannte submuköse Myome, können oftmals hysteroskopisch entfernt werden. Myome in der Muskulatur (intramurale Myome) oder an der Außenseite der Gebärmutter (subseröse Myome) können laparoskopisch oder mit Bauchschnitt unter Erhalt der Gebärmutter operiert werden. Außerdem besteht die Möglichkeit der Uterusmyomembolisation und die gezielte Ultraschallerwärmung der Myome. Allerdings ist bei beiden Varianten keine histologische Untersuchung möglich.
Die Bundesgeschäftsstelle für Qualitätssicherung (BQS) empfiehlt – vor allem bei jüngeren Frauen – zunächst alle konservativen Behandlungsmöglichkeiten auszuschöpfen, bevor eine Hysterektomie vorgenommen wird.

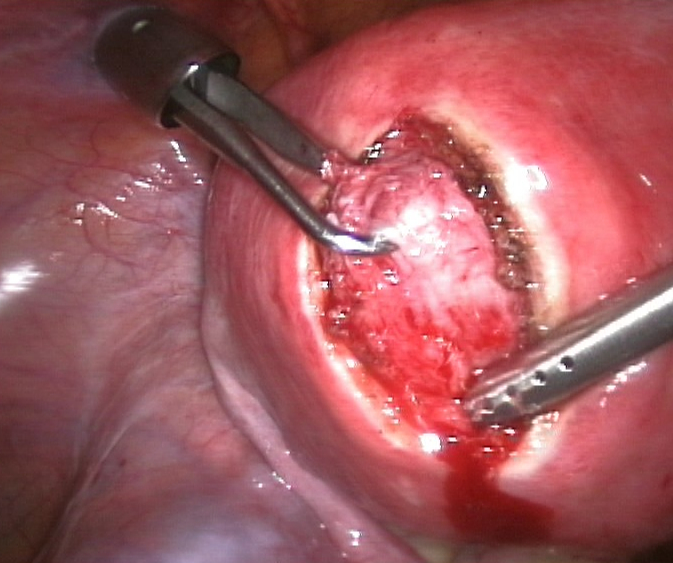
Entfernung eines einzelnen Myoms per Bauchspiegelung als Alternative zur Hysterektomie
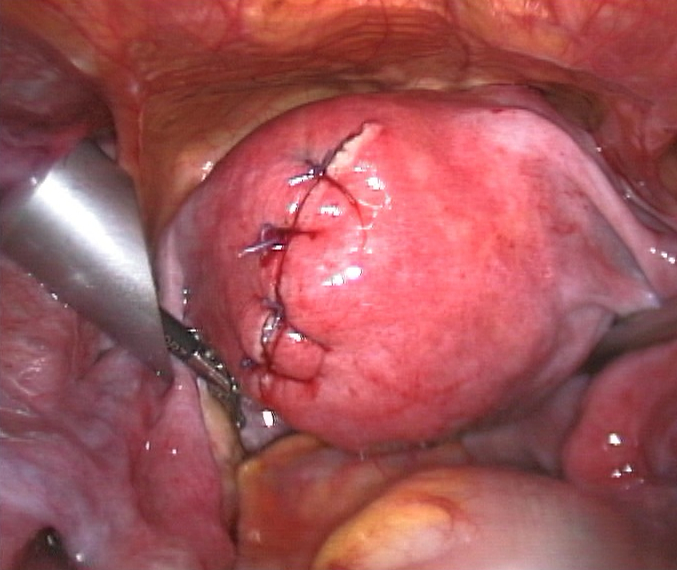
Naht nach Entfernung eines Myoms per Bauchspiegelung
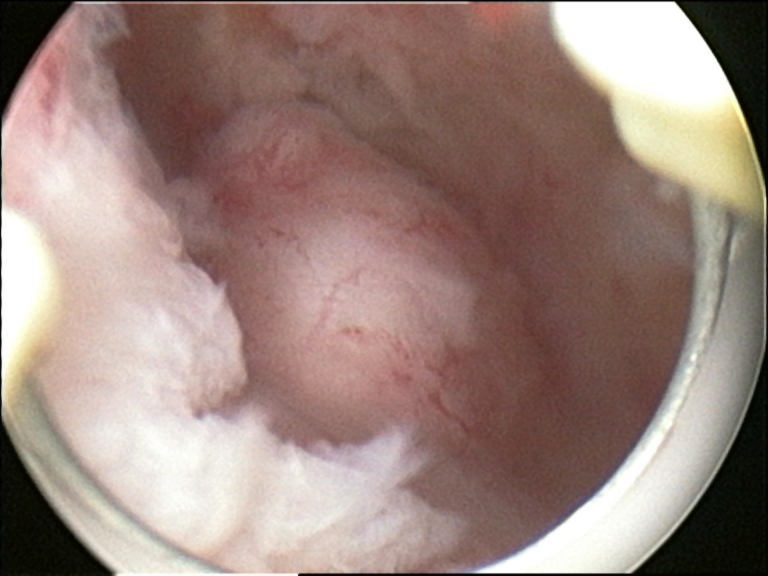
Hysteroskopische Sicht auf ein submuköses Myom der Gebärmutterhinterwand
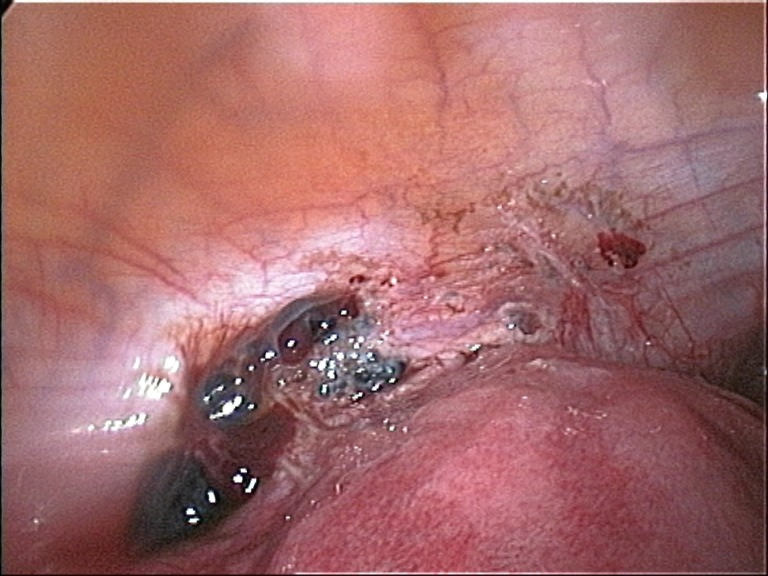
Endometriose auf dem Bauchfell zwischen Blase und Gebärmutter (Entfernung unter Erhalt der Gebärmutter möglich)
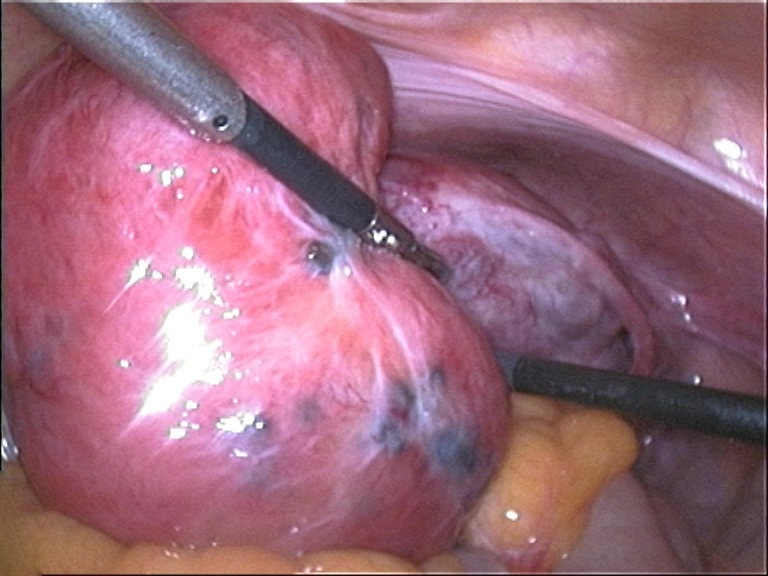
Adenomyosis uteri (Endometriose der Gebärmutterwand – gebärmuttererhaltende Operation meist nicht möglich)

### Bösartige Erkrankungen
Beim Zervixkarzinom ist in den Stadien III und IV bzw. bei nicht operablen Patientinnen eine primäre kombinierte Strahlentherapie oder eine simultane Radiochemotherapie möglich. Auch ein Endometriumkarzinom kann bei hohem Operationsrisiko durch Nebenerkrankungen oder schwierige Operationsbedingungen, wie bei hochgradiger Adipositas, durch eine kombinierte Strahlentherapie behandelt werden. Beim Ovarialkarzinom ist eine Heilung durch eine alleinige Chemotherapie nicht möglich, kann jedoch das Fortschreiten der Erkrankung hemmen bzw. Folgeerscheinungen, wie Aszites, vermindern. Eine Strahlentherapie ist bei Ovarialkarzinom nicht angezeigt.

## Statistiken, regionale Unterschiede
Die teilweise oder vollständige operative Entfernung der Gebärmutter ist einer der häufigsten chirurgischen Eingriffe der Frauenheilkunde und Geburtshilfe, welche zu einem vergleichsweise hohen und regional unterschiedlichen Anteil auch von Belegabteilungen erbracht wird.
Während bei den Hysterektomien (OPS-Code 5-683) zwischen 2007 und 2009 in Deutschland eine deutliche Reduzierung von ca. 138.000 auf ca. 125.000 erfolgte, erhöhte sich die Anzahl der subtotalen Uterusextirpationen (OPS-Code 5-682) im selben Zeitraum von ca. 9.000 auf ca. 14.000 deutlich.
Es zeigen sich deutschlandweit deutliche Unterschiede in der OP-Häufigkeit in den einzelnen Kreisen. Im Kreis mit dem höchsten OP-Index (Ist-OP-Anzahl/erwartete OP-Anzahl) von 1,7 liegt dieser mehr als drei Mal höher als im Kreis mit dem niedrigsten Index (0,5). Werden die 20 Kreise mit dem höchsten und die 20 Kreise mit dem niedrigsten OP-Index nicht in die Betrachtung einbezogen, so erhält man nur noch eine Spannbreite des OP-Index für die übrigen Kreise von ca. dem Zweifachen (0,8 bis 1,4). Die OP-Häufigkeit bei den Frauen, die in den (größeren) Städten leben, fällt eher durchschnittlich oder unterdurchschnittlich aus.
In verschiedenen Ländern werden die regionalen Unterschiede in der Häufigkeit der Durchführung von Hysterektomien und die Indikationsstellung zur Hysterektomie bereits seit vielen Jahrzehnten diskutiert, weil in Untersuchungen gezeigt wurde, dass ein erheblicher Teil der Hysterektomien ohne ausreichende Indikationsstellung erfolgt.
Die aktuell noch bestehenden Variationen deuten darauf hin, dass die Indikationsstellung zur Hysterektomie offenbar nach wie vor in manchen Regionen großzügiger erfolgt als in anderen. So wird auf fachlicher Ebene verstärkt diskutiert, welche Indikationen zur Hysterektomie unstrittig sind und bei welchen Indikationen Entscheidungsspielräume bei Patientinnen und/oder Ärzten vorhanden sind, die eine Vermeidung der Hysterektomie möglich machen.
Die abnehmende Gesamtzahl der Hysterektomien könnte ein Hinweis darauf sein, dass die Indikationsstellung bereits in den letzten Jahren zunehmend kritischer erfolgt. Allerdings werden bspw. bei der Behandlung des Uterus myomatosus neue und vor allem konservative Verfahren nicht in ausreichendem Umfang angewendet. Daher kann von Bedeutung sein, in welchem Maße den einzelnen behandelnden Krankenhäusern und Ärzten alle für die Entscheidung relevanten diagnostischen Möglichkeiten zur Verfügung stehen und in welcher Geschwindigkeit Erkenntnisse über neue Behandlungsverfahren allgemeine Verbreitung und Anwendung finden.
Davon betroffen sind auch die behandelnden niedergelassenen Frauenärzte, die die Entscheidung an welches Krankenhaus sich die Patientinnen zur weiteren Versorgung wenden, mit beeinflussen. Solche Unterschiede können die regionalen Variationen in der Hysterektomiehäufigkeit mit begründen.
Im Jahr 2013 zeigte sich in einer Studie des Robert Koch-Instituts, die Teil des Gesundheitsmonitorings ist, dass es einen sehr deutlichen Zusammenhang zwischen dem sozialen Status der Patientinnen und einer Gebärmutterentfernung gibt. Bei den 8.152 Frauen, die an der Studie teilnahmen, wurde bei Frauen mit niedrigem Sozialstatus doppelt so häufig eine Hysterektomie durchgeführt wie bei Patientinnen mit einem höheren Bildungsgrad. Dies wird zum einen darauf zurückgeführt, dass besser gebildete Menschen generell im Durchschnitt über eine bessere Gesundheit verfügen; sie sind weniger Stress ausgesetzt, sie betreiben eine bessere Gesundheitsvorsorge und nehmen eher Maßnahmen zur Früherkennung von Krankheiten in Anspruch. Andererseits seien die Ärzte eher bereit, diesen Patientinnen Behandlungsmethoden anzubieten und zu erklären, mit denen sich die Entfernung der Gebärmutter vermeiden lasse.

## Rechtliches
Auch für die Entfernung der Gebärmutter bedarf es, ebenso wie für alle anderen Operationen, neben einer medizinischen Indikation selbstverständlich des Einverständnisses der Patientin. Im Rahmen der ärztlichen Aufklärung sollten der Patientin mögliche Alternativen sowie Vor- und Nachteile der Operationsmethoden dargelegt werden.
Prinzipiell ist es möglich, einer Patientin mit Kinderwunsch im Rahmen einer Hysterektomie Eizellen zu entnehmen und diese für eine spätere Befruchtung einzufrieren oder nach einer Gebärmutterentfernung für eine In-vitro-Fertilisation zu gewinnen. Die hieraus entstandenen Embryonen können aber nur von einer Leihmutter ausgetragen werden. Dies ist jedoch in vielen Ländern nicht erlaubt. In Deutschland etwa verbietet das Embryonenschutzgesetz eine Leihmutterschaft.

## Geschichte
Erste Versuche, eine Gebärmutterentfernung durchzuführen, ließen sich bis ins 1. Jahrhundert zu Zeiten des Soranos von Ephesos zurückverfolgen, damals zur Behandlung einer infizierten Gebärmutter bei einer Senkung. Bis ins 18. Jahrhundert war eine Hysterektomie meist nicht zu überleben. Anfang des 19. Jahrhunderts gab es wieder nachgewiesene Versuche, Gebärmutterentfernungen durchzuführen. Eine der ersten Hysterektomien geschah 1812, als Giovanni Battista Palletta in Mailand einen Gebärmutterhals wegen eines Zervixkarzinoms entfernen wollte und dabei eine totale Hysterektomie durchführte, welche die Patientin jedoch nur zwei Tage überlebte.
Erste vollständige Hysterektomien bei Krebserkrankungen der Gebärmutter auf vaginalem Weg gelangen 1801 Friedrich Benjamin Osiander, 1813 Konrad Johann Martin Langenbeck und 1822 Johann Nepomuk Sauter. Im November 1843 nahm Charles Clay in Manchester eine suprazervikale Hysterektomie vor. Jedoch erst nachdem James Young Simpson 1847 Chloroform zur Narkose eingeführt hatte, waren in der Chirurgie und damit auch in der Chirurgischen Frauenheilkunde größere Fortschritte möglich. Im Jahr 1876 publizierte der Mailänder Arzt Edoardo Pòrro (1842–1902) eine supravaginale Amputation des frisch-puerperalen Corpus uteri nach Entwicklung des Kindes.
Walter Burnham (Lowell, Massachusetts) entfernte im Juni 1853 ungeplant eine Gebärmutter über einen Bauchschnitt. Die erste erfolgreiche vollständige abdominale Hysterektomie im Jahr 1853 ist mit dem Namen Gilman Kimball (1804–1892, ebenfalls Lowell, Massachusetts) verbunden. Am 2. Januar 1861 wurde eine erste vaginale Gebärmutterentfernung ohne Verletzung von Blase und Enddarm von S. Choppin in New Orleans durchgeführt, die erst 1876 von A. Petterson in Glasgow wiederholt wurde.
Die erste erfolgreiche Entfernung von Gebärmutter und Eierstöcken gelang 1863 dem Anatomen und Gynäkologen Eugène Koeberlé (1828–1915), der bis 1880 an der Clinique de la Toussaint in Straßburg tätig war.
In der zweiten Hälfte des 19. Jahrhunderts wurde die Hysterektomie zuweilen auch zur Therapie der Hysterie angewandt. Man nahm an, die Hysterie sei eine typisch weibliche Eigenschaft und hänge mit der Gebärmutter zusammen, eine Vorstellung, die sich bis in die Antike zurückverfolgen lässt (siehe auch Geschichte der Frauenleiden).
Im Jahr 1878 führte Wilhelm Alexander Freund in Breslau bei einer Patientin mit Gebärmutterhalskrebs die erste wiederholbare vollständige Gebärmutterentfernung (als abdominelle Totalexstirpation) über einen Bauchschnitt aus, weitere Ärzte verfeinerten die Methoden und entwickelten sie weiter.
Am 12. August 1879 führte der Chirurg Vincenz Czerny in Heidelberg eine Hysterektomie über die Scheide durch, welche erstmals systematisch von ihm beschrieben werden konnte. Da die Ergebnisse (allerdings mit einer Rezidivrate von über 90 %) besser waren als bei der Freundschen Operation, wurde in der Folgezeit die vaginale Operation bevorzugt. (So etwa ab 1884 durch O. Thelen am St. Josephs-Hospital in Elberfeld). Eine erweiterte vaginale Totalexstirpation der Gebärmutter hatte 1894 Alwin Mackenrodt (1859–1925) durchgeführt, eine erweiterte abdominale Totalexstirpation Ernst Wertheim 1897.
Bis ungefähr 1950 wurde daher bei gutartigen Erkrankungen der subtotalen Entfernung oder der vaginalen Entfernung der Vorzug gegeben. Seit der Einführung antimikrobieller Substanzen setzte sich die vollständige abdominale Entfernung, neben der auf vaginalem Weg, durch, weil die Gefahr eines Gebärmutterhalskrebses an der sonst verbliebenen Zervix (Gebärmutterhals) durch Krebsfrüherkennung reduziert werden konnte.
Karl August Schuchardt gelang 1893 in Stettin die erste erweiterte vaginale Gebärmutterentfernung bei Gebärmutterhalskrebs, die 1901 von dem Wiener Gynäkologen Friedrich Schauta, später von Walter Stoeckel an der Charité in Berlin und Isidor Alfred Amreich in Wien weiterentwickelt wurde. Vom österreichischen Gynäkologen Ernst Wertheim wurde bis 1898 eine radikale Operationsmethode über einen Bauchschnitt entwickelt, die später der Amerikaner Joe Vincent Meigs weiterentwickelte. Im Jahr 1901 beschrieb Albert Döderlein die mediane Spaltung als neue Methode der vaginalen Uterusexstirpation.
Nach Vorarbeiten von Kurt Semm führte Harry Reich 1988 in Pennsylvania die erste laparoskopische Hysterektomie durch. In den 1980er Jahren wurden mehrere Varianten einer teilweisen Gebärmutterentfernung entwickelt. Semm beschrieb 1991 eine laparoskopische subtotale Hysterektomie. Er nannte seine Version CISH (Classic Intrafascial Semm Hysterectomy) und kombinierte das Zerkleinern (Morcellement) des Uterus mit einer Ausschälung der Zervix. Die Methode erhielt jedoch nie eine weitergehende Anerkennung. Jacques Donnez (Belgien) publizierte 1993 die laparoskopische suprazervikale Hysterektomie, welche in dieser Form heute weit verbreitet ist.
Seit den 1990er Jahren kam es durch die Einführung neuer Operationstechniken, wie der laparoskopischen Wertheim-Operation, der Trachelektomie oder der Totalen mesometrialen Resektion des Uterus und der Möglichkeit der Lymphknotenentfernung mittels einer Laparoskopie, zu einer beginnenden Individualisierung der operativen Therapie bei bösartigen Erkrankungen mit teilweise bewusst reduzierter, teilweise verbesserter Vollständigkeit (Radikalität) der chirurgischen Karzinomentfernung.